# Jelonka Mała (rejon mołodecki)
Jelonka Mała – dawniej wieś. Obecnie część Jelonki na Białorusi, w obwodzie mińskim, w rejonie mołodeckim, w sielsowiecie Olechnowicze.
Dawniej używana nazwa – Jelonka Duża.

## Historia
W czasach zaborów zaścianek w gminie Zasław, w powiecie mińskim, w guberni mińskiej Imperium Rosyjskiego.
W latach 1921–1945  zaścianek a następnie wieś leżała w Polsce, w województwie wileńskim, w powiecie stołpeckim, a od 1927 w powiecie mołodeckim, w gminie Raków.
Powszechny Spis Ludności z 1921 roku podał łączne dane z Jelonką Dużą. Zamieszkiwało tu 236 osób, 76 było wyznania rzymskokatolickiego a 160 prawosławnego. Jednocześnie wszyscy mieszkańcy zadeklarowali polską przynależność narodową. Było tu 39 budynków mieszkalnych. W 1931 w 4 domach zamieszkiwało 29 osób.
Wierni należeli do parafii rzymskokatolickiej i prawosławnej w Dubrowej. Miejscowość podlegała pod Sąd Grodzki w Rakowie i Okręgowy w Wilnie; właściwy urząd pocztowy mieścił się w Rakowie.